# Basquetebol em cadeira de rodas

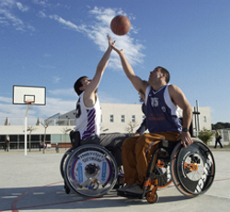
ex-soldados feridos praticando basquetebol de cadeira de rodas.

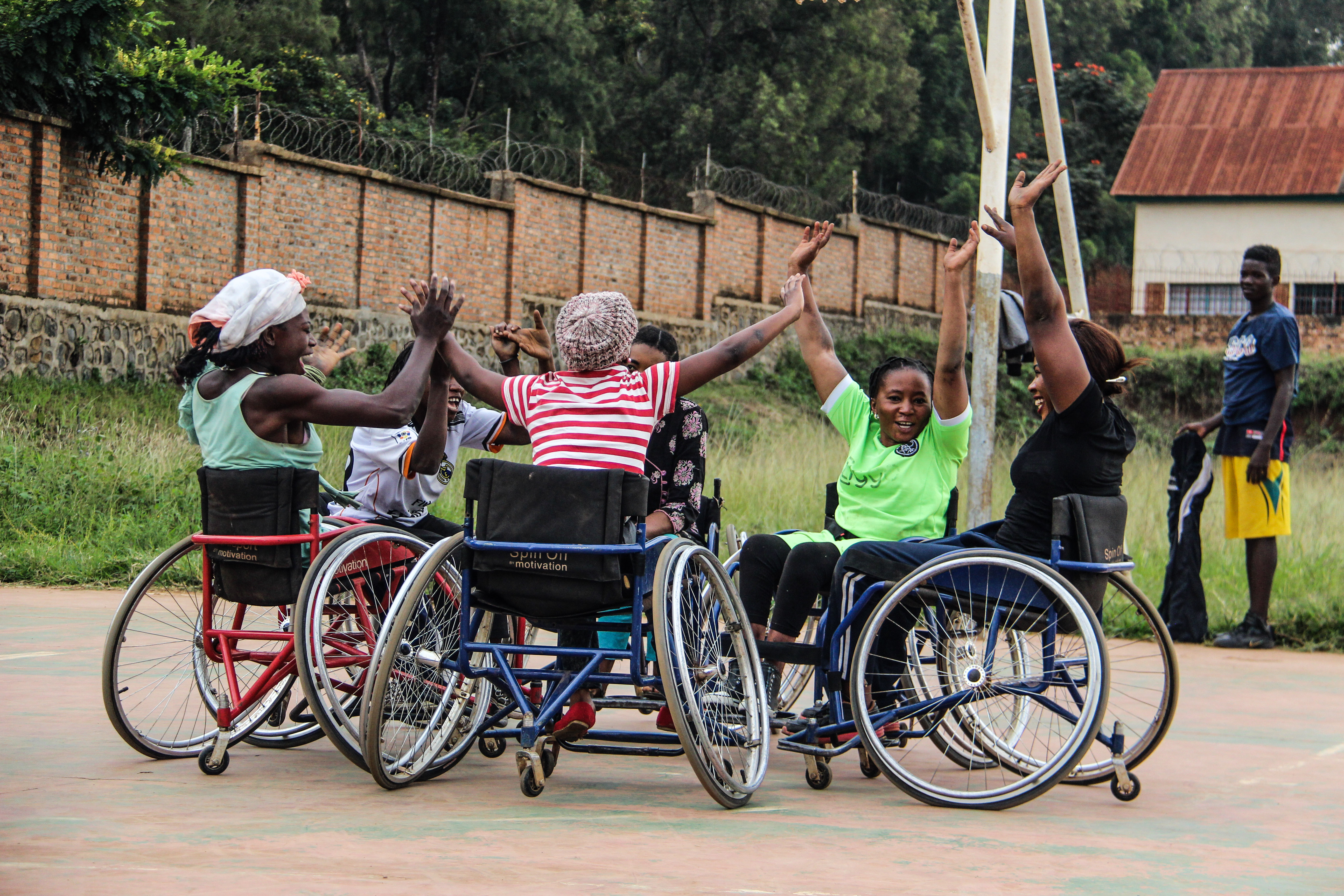
Jogadoras na República Democrática do Congo.

Basquetebol de cadeira de rodas é um desporto praticado principalmente por indivíduos com deficiências físicas. É baseado no basquetebol, mas com algumas adaptações para refletir a diversidade de dificuldades que eles enfrentam no tocante ao uso e à presença da cadeira de rodas e para harmonizar os diferentes níveis de deficiência dos jogadores. A International Wheelchair Basketball Federation (IWBF) é o corpo governativo para esse desporto.

## História
A adaptação do basquetebol (ou só basquete) para o jogo em cadeira de rodas aconteceu, principalmente, após a Segunda Guerra Mundial. Ex-soldados do exército americano, feridos durante o confronto, se reuniram em uma quadra de um hospital de reabilitação e começaram a jogar. Na Inglaterra, a prática também era usada na reabilitação de pacientes no hospital de Stoke Mandeville.
Este esporte fez sua estreia nos primeiros Jogos Paraolímpicos, realizados no ano de 1960 em Roma, e é um dos poucos que esteve presente em todas as edições do evento. As mulheres entraram na disputa em 1968, em Tel Aviv, capital de Israel.

## Algumas Regras do Jogo
O basquetebol em cadeira de rodas é disputado por pessoas  com alguma deficiência físico-motora. As cadeiras são adaptadas e padronizadas, conforme previsto nas regras, sob a responsabilidade da Federação Internacional de Basquetebol em Cadeira de Rodas (IWBF, em inglês), fundada em 1989 e que ganhou independência em 1998.
As dimensões da quadra, a pontuação e a altura da cesta são as mesmas do basquetebol convencional - assim como as equipes, com cinco jogadores cada. As partidas são divididas em quatro quartos de dez minutos. O relógio para, entre outras situações, quando a bola sai da quadra, ou em cada pedido de tempo, de um minuto cada.
Cada equipe tem 30 segundos de posse de bola e precisa arremessá-la em direção à cesta antes deste tempo. A cada dois toques na cadeira, o jogador precisará quicar, passar ou arremessar a bola. O simples contato das cadeiras dos participantes não é considerado falta pela arbitragem, apenas se for interpretada a intenção.
Com o intuito de deixar os times equilibrados, a classificação dos atletas é feita por um sistema de pontos, que vai de 1 a 4.5, respeitando o potencial funcional de cada um – quanto maior a pontuação, maior a habilidade funcional do atleta. A soma de todos os jogadores em quadra não pode ultrapassar o total de 14 pontos.
O basquetebol em cadeira de rodas é um esporte pioneiro, com muita tradição no movimento paralímpico.